# Akira Endo
Akira Endo (Shido, 16 de noviembre de 1938-3 de abril de 2014) fue un director de orquesta japonés-estadounidense. 

## Biografía
Hijo de Hikataro y Reiko Endo, tuvo dos hermanos. Luego de realizar sus estudios básicos en Japón, emigró a los Estados Unidos en 1954. Ingresó a la Universidad de California donde se graduó de concertista de violín y posteriormente completó su carrera con una maestría en violín.
Akira ganó dos veces el tercer lugar del Concurso Internacional de Directores Dimitri Mitrópoulos, lo que llevó a Leonard Bernstein a recomendarlo para el puesto de director de orquesta en el American Ballet Theatre. Durante 10 años de trabajo con esta compañía, tuvo la oportunidad de dirigir a grandes bailarines de la danza internacional, como Margot Fonteyn, Rudolf Nureyev, Natalia Makarova, and Mikhail Baryshnikov. Su larga trayectoria en la dirección orquestal para ballet hizo que las compañías de esta especialidad lo invitaran a dirigir sus presentaciones, entre ellas el Pittsburgh Ballet Theatre, el Miami City Ballet, el Ballet Nacional de Caracas y el Colorado Ballet, contaron con su dirección.
También fue director principal y director musical de la Austin Symphony, San Antonio Symphony, Orquesta de Louisville, Orquesta Sinfónica de Houston, Long Beach Symphony, Orquesta Sinfónica Simón Bolívar y la Hamilton Philharmonic en Canadá.
Su actividad docente la realizó en la Universidad de Miami, Duquesne University, y la Universidad de Colorado en Boulder, de donde se retiró en 2008.